# دنیس ویرو
دنیس ویرو (انگلیسی: Denis Vieru؛ زادهٔ ۱۰ مارس ۱۹۹۶) جودوکار اهل مولداوی است.